# Aggersund
Aggersund – miejscowość w Danii, w regionie Jutlandia Północna, w gminie Vesthimmerland.